# Samtgemeinde Sachsenhagen
Samtgemeinde Sachsenhagen er en Samtgemeinde med fire kommuner og godt 9.300 indbyggere (2013), i den nordlige del af Landkreis Schaumburg, i den nordlige del af den tyske delstat Niedersachsen. Samtgemeindens administration ligger i byen Sachsenhagen.

## Geografi
Samtgemeinden ligger mellem Mittellandkanal mod syd, Rehburger Bergen mod vest og Steinhuder Meer mod nord. Mod øst grænser den til byen Wunstorf i Region Hannover.
Floden Sachsenhäger Aue løber gennem området og løber mod nord ved Auhagen sammen med Rodenberger Aue og fortsætter som Westaue.
Højden svinger fra Steinhuder Meers 38 moh. til Wölpinghäuser Berg (Wilhelmsturm) der er en udløber af Rehburger Berge og er 135 moh.

## Inddeling
I Samtgemeinde Sachsenhagen ligger kommunerne
- Auhagen med Düdinghausen
- Hagenburg med Altenhagen
- Sachsenhagen med Nienbrügge
- Wölpinghausen med Bergkirchen, Wiedenbrügge og Schmalenbruch.